# Мюллер, Люсьен
Люсьен Мюллер-Шмидт (род. 3 сентября 1934, Бишвилье) — французский футболист, полузащитник и тренер.

## Карьера игрока

### Клубная карьера
Родился 3 сентября 1934 года в эльзасском городе Бишвилье. Воспитанник футбольной школы местного одноимённого клуба.
В профессиональном футболе дебютировал в 1953 году, выступая за команду «Страсбур», в которой провёл четыре сезона, приняв участие в 79 матчах чемпионата.
Впоследствии с 1957 по 1962 год играл в составе клубов «Тулуза» и «Реймс». В течение этих лет дважды завоёвывал титул чемпиона Франции, становился обладателем Суперкубка Франции.
Своей игрой за последнюю команду привлёк внимание представителей тренерского штаба клуба «Реал Мадрид», в состав которого вошёл в 1962 году. Сыграл за королевский клуб следующие три сезона своей игровой карьеры. Большую часть времени, проведённого в составе мадридского «Реала», был основным игроком команды. За это время добавил в перечень своих трофеев три титула чемпиона Испании.
В 1965 году заключил контракт с «Барселоной», в составе которой провёл следующие три года. Играя в составе «Барселоны», он также в основном выходил на поле в стартовом составе команды. За это время завоевал титул обладателя Кубка ярмарок, становился обладателем кубка Испании.
Завершил профессиональную игровую карьеру во французском «Реймсе», в составе которого уже выступал ранее. Пришёл в команду в 1968 году, защищал её цвета до прекращения выступлений на профессиональном уровне в 1970 году.

### Выступления за сборную
В 1959 году дебютировал в официальных матчах в составе национальной сборной Франции. В течение карьеры в национальной команде, которая длилась восемь лет, провёл в форме главной команды страны лишь 16 матчей, забив три гола.
В составе сборной был участником домашнего чемпионата Европы 1960 года, а также чемпионата мира 1966 года в Англии, на мундиале не сыграл ни одного матча.

## Карьера тренера
Начал тренерскую карьеру вскоре после завершения карьеры игрока, в 1971 году, возглавив тренерский штаб испанского клуба «Кастельон».
В дальнейшем продолжал работать в Испании, в течение 1975—1983 годов возглавлял команды «Бургос», «Реал Сарагоса», «Барселона» и «Мальорка». Во время работы с «Барселоной» в сезоне 1978/79 Мюллера сменил на посту Хоаким Рифе, который привёл команду к победе в розыгрыше Кубка Кубков.
В течение 1983—1986 годов возглавлял тренерский штаб представителя французского первенства «Монако», с которым выигрывал кубок и Суперкубок страны.
Последним местом тренерской работы французского специалиста был испанский «Кастельон», который Люсьен Мюллер возглавлял в качестве главного тренера до 1992 года.

## Достижения

### Как игрок
- Обладатель Кубка ярмарок 1965/1966 в составе «Барселоны» (первый француз, выигравший этот трофей)
- Чемпион Франции 1960, 1962 в составе «Реймса»
- Чемпион Испании 1963, 1964 и 1965 в составе «Реал Мадрид»
- Обладатель Кубка Испании 1968 в составе «Барселоны»
- Обладатель Суперкубка Франции 1960 в составе «Реймса»
- Обладатель Кубка Жоана Гампера 1966 и 1967 в составе «Барселоны»

### Как тренер
- Обладатель Кубка Франции по футболу 1985 с «Монако»
- Обладатель Кубка Альп 1983, 1984 с «Монако»